# Линьков, Александр Михайлович
Александр Михайлович Линьков (16 июля 1923, Муром, Владимирская губерния — 10 февраля 2008, Москва) — советский и российский художник, заслуженный художник Российской Федерации, член Союза художников России, имел воинское звание капитана.

## Биография
Родился 16 июля 1923 года.
В 1941 году окончил среднюю школу № 10 города Мурома и добровольцем ушёл на фронт. Участвовал в битве за Москву и зимой 1942 года был награждён медалью «За оборону Москвы». Направлен на обучение телеграфистом и позднее направлен в Немчиновку на приемно-передающий центр, где стал радистом первого класса.
В июле 1944 года на фронте состоялась его первая персональная выставка, привлекшая внимание Кукрыниксов в связи с чем военнослужащему было разрешено учиться в Москве.
Скончался 10 февраля 2008 года в Москве.

## Творчество
Выставки
- 2007 (24 апреля — 14 мая). «Красное и Чёрное 40-х». Художественный центр «Картина», Крымский Вал, Москва[4]
- 1944 (июль). Фронтовая персональная выставка[5].